# Salmin Amour
Salmin Amour (1942) is een Tanzaniaans politicus. Hij was van 25 oktober 1990 tot 8 november 2000 president van Zanzibar. 
Amour werd in 1990 als enige kandidaat verkozen tot president van Zanzibar met 98% van de stemmen. Hij was de opvolger van Idris Abdul Wakil. Tussen 1990 en 1995 was hij ook tweede vicepresident van Tanzania. Bij de eerste meerpartijenverkiezingen in 1995 werd hij herkozen met een kleine meerderheid. De oppositie beschuldigde Amour van stembusfraude. Op 8 november 2000 werd Salmin Amour als president opgevolgd door Amani Abeid Karume.